# Fábrica (construcción)

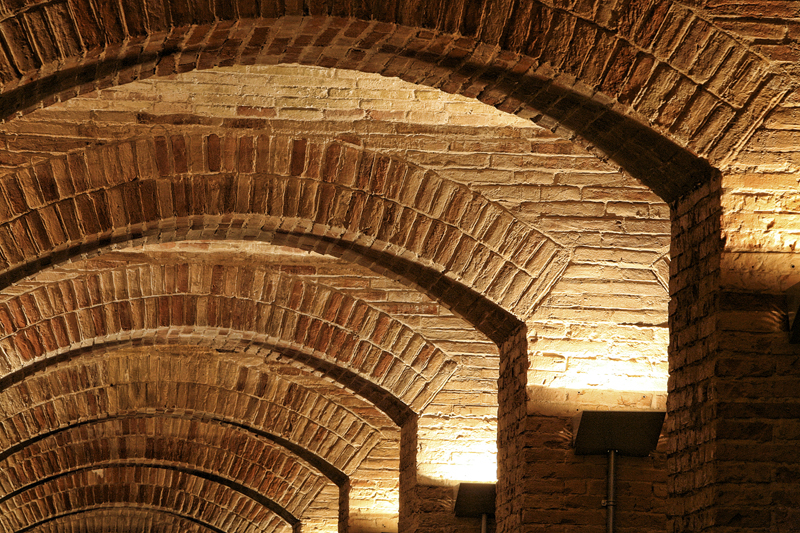
Algunas formas clásicas de construcción emplean la fábrica, en la foto una serie de arcos rebajados.

En construcción se denomina fábrica a la obra hecha con piedras o ladrillos trabados normalmente con mortero. Es el más simple conjunto de elementos constructivos que constituye una estructura arquitectónica. Dichos elementos constructivos pueden estar ligados por un mortero que aumenta la adhesión entre ellos, o pueden estar superpuestos en equilibrio. La fábrica se elabora con materiales tallados o conformados que son muy resistentes al esfuerzo de compresión, como son la piedra, el ladrillo y en ciertas ocasiones el adobe.  La fábrica se traba en forma de diversos aparejos y conforma los paramentos y plementerías de los paños, así como de estructuras arquitectónicas básicas como arcos, bóvedas y cúpulas. Todos ellos suelen denominarse de manera genérica como estructuras fabriles que permiten la modularidad. Las estructuras fabriles se emplearon en la arquitectura exclusivamente hasta mediados del siglo XIX. 

## Historia
El uso de fábricas en la construcción arquitectónica se remonta a los inicios de la historia de la Arquitectura, y puede decirse que entra en declive cuando en el siglo XIX se comienza a introducir técnicas con materiales como el hierro fundido, el acero y el hormigón armado. Todos ellos materiales que permiten la construcción continua (como por ejemplo los arcos continuos). Todos ellos permitían la solicitación de cierta cantidad de flexión. 
Las estructuras fabriles se emplearon en construcciones clásicas como las pirámides de Egipto y los zigurats, los templos europeos como las catedrales. Desde siempre se empleó la piedra, el ladrillo y el adobe. De entre ellos es considerada la piedra como el material más noble de fábrica.

## Materiales
En arquitectura clásica, la fábrica suele realizarse con uno de estos tres materiales: ladrillo, piedra y adobe. Todos ellos poseen como característica común su fácil elaboración, y su razonable resistencia a compresión. 
|                     |
| Fábrica de ladrillo |

|                           |
| Fábrica de piedra en seco |

|                  |
| Fábrica de adobe |